# Snjeguročka
Snjeguročka (rus. Снегу́рочка) je lik iz ruskih bajki.
U jednoj priči, ona je kći Proljeća i Mraza, koja traži prijateljstvo sa smrtnicima. Njoj se svidio pastir Lel, ali njeno srce nije sposobno spoznati pravu ljubav. Njena majka se sažalila nad njom i dala joj je sposobnost zaljubljivanja, ali čim se zaljubila, njeno srce se ugrijalo i ona se otopila. Ova verzija priče je prerađena u predstavu Aleksandra Ostrovskog, s glazbom, koju je skladao Petar Iljič Čajkovski.
Danas se Snjeguročka često predstavlja kao unuka i pomoćnica ruske inačice Djeda Mraza.